# Vegastar
Vegastar est un groupe de rock français, originaire d'Orléans (Loiret). Aux styles musicaux différents comme, power pop, rock, new wave, electro et le heavy metal, le groupe s'est fait connaître auprès du public en assurant des premières parties de groupes français reconnus comme Pleymo, Kyo et AqME. Le groupe se sépare en 2009, et revient brièvement en concert en 2015.

## Biographie
Vegastar est formé en 2001 à Orléans, dans le Loiret, par Fabien Garcia (guitare) et Jocelyn Moze (batterie). Ne s'entendant plus avec leur chanteur, le groupe décide de monter sur Paris. À l'été 2002, ils font la rencontre de Franklin Ferrand, membre d'un autre groupe local appelé Noisy Fate, qui, à cette période s'était séparé. À ce moment, il devient le chanteur de Vegastar. En juillet 2002, ils commencent à répéter et enregistrer onze titres chez les parents de Franklin. Après avoir enregistré leur première démo, le groupe commence à démarcher plusieurs labels, dont les magazines Rock Mag et Rock Sound. Pleymo, qui était aux côtés de l'ancien groupe Noisy Fate dans la Team Nowhere avec Franklin, leur propose de jouer à l'Olympia de Paris avec eux. Le groupe sort en février 2004, un EP cinq titres.
Leur premier album studio, intitulé Un nouvel orage, est publié le 25 septembre 2005. Il se positionne à la 53e place des charts français, le 1er octobre 2005. Cet album comprend le single électro-rock 100e étage qui fait connaître le groupe au niveau national. Le single se positionne à la 17e place des charts français, le 20 mai 2006. Un autre single est extrait de cet album, Maître de ma vie. Le clip est réalisé à Las Vegas. Cet album est réédité en 2006 avec un inédit et cinq remixes en plus de la liste des titres de la première version.
Le groupe publie son deuxième et dernier album, Television, le 7 janvier 2008. Cet album d'abord prévu pour le 20 août 2007 voit sa sortie repoussée. L'album se positionne à la 80e place des charts français, le 12 janvier 2008. En juillet 2007, Mode arcade, est le nouveau single du groupe. Puis le second single 5h dans ta peau, en duo avec Neva, sort en novembre 2007. Le groupe effectue la première partie du groupe de nu metal Linkin Park au Galaxie d'Amnéville, le 17 janvier 2008, devant 12 000 personnes. À l'issue de cette tournée, l'aventure Vegastar prend discrètement fin.
Pour célébrer les 10 années de la sortie de leur premier album Un nouvel orage, les membres (moins Fabien Garcia) reforment Vegastar le temps d'un unique concert au Backstage à Paris le 23 octobre 2015. Lors de ce concert, devant une salle complète, de nombreux autres chanteurs interviennent pour faire des featuring, comme Benoît Poher et Florian Dubos de Kyo sur Maître de ma vie. 
Le 2 février 2018, le groupe annonce sur sa page Facebook son retour pour une série de concerts aux côtés de Pleymo.

## Membres

### Membres actuels
- Franklin Ferrand — chant (2002-2009, 2015, 2018)
- Jerome Riera — guitare (2003-2009, 2015, 2018)
- Vincent Mercier — basse (2003-2009, 2015, 2018)
- Jocelyn Moze — batterie (2001-2007, 2015, 2018)

### Anciens membres
- Fabien « Phaabs » Rochas — chant (2001-2002)
- Aurelien Bigot — basse (2001-2003)
- Fabien Garcia — guitare (2001-2008)
- Vincent Girault — batterie (2007-2009)
- Johnny Vellaine — guitare (2001-2003)